# Jayh
Jaouad Ait Taleb Nasser alias Jayh né le 18 janvier 1982 à Amsterdam aux Pays-Bas, est un rappeur néerlandais.

## Biographie
Jayh naît à Amsterdam d'un père marocain et d'une mère curacienne. A son plus jeune âge, il apprend à jouer le piano, le keyboard et la guitare. En 2005, il produit le son Wat wil je doen de The Partysquad.

## Discographie

### Albums studio
- 2016 : Ik leef

### Mixtapes
- 2009 : Jayh.nl
- 2010 : Slordig mixtape
- 2011 : Jayh Dawson

### Singles
- 2009 : Mijn Baby
- 2009 : Mijn Hossel feat. Hef, Adje & Kempi
- 2009 : Delilah feat. Willie Wartaal
- 2009 : Cool feat. Dio
- 2017 : Ballon feat. SBMG et Broederliefde
- 2017 : Niks nieuws feat. Jonna Fraser et Sevn Alias